# Zander Clark
Alexander Clark, detto Zander (Glasgow, 26 giugno 1992), è un calciatore scozzese, portiere degli Hearts e della nazionale scozzese.

## Carriera

### Nazionale
Il 17 ottobre 2023 fa il suo esordio con la Scozia nella sconfitta per 4-1 contro la Francia.

## Statistiche

### Presenze e reti nei club
Statistiche aggiornate al 30 aprile 2021.
| Stagione                  | Squadra                   | Campionato                | Campionato | Campionato | Coppe nazionali | Coppe nazionali | Coppe nazionali | Coppe continentali | Coppe continentali | Coppe continentali | Altre coppe | Altre coppe | Altre coppe | Totale | Totale |
| Stagione                  | Squadra                   | Comp                      | Pres       | Reti       | Comp            | Pres            | Reti            | Comp               | Pres               | Reti               | Comp        | Pres        | Reti        | Pres   | Reti   |
| ------------------------- | ------------------------- | ------------------------- | ---------- | ---------- | --------------- | --------------- | --------------- | ------------------ | ------------------ | ------------------ | ----------- | ----------- | ----------- | ------ | ------ |
| 2011-2012                 | Elgin City                | STD                       | 34+2       | -44+-2     | SC+CdL          | 3+1             | -3+-2           | -                  | -                  | -                  | SCC         | 2           | -3          | 42     | -54    |
| 2012-2013                 | St. Johnstone             | SPL                       | 0          | 0          | SC+CdL          | 0               | 0               | -                  | -                  | -                  | -           | -           | -           | 0      | 0      |
| 2013-2014                 | Queen of the South        | SC                        | 24+2       | -22+-4     | SC+CdL          | 3+0             | -5+0            | -                  | -                  | -                  | -           | -           | -           | 29     | -31    |
| 2014-2015                 | Queen of the South        | SC                        | 33+2       | -37+-3     | SC+CdL          | 1+2             | -1+-1           | -                  | -                  | -                  | SCC         | 1           | -4          | 39     | -46    |
| Totale Queen of the South | Totale Queen of the South | Totale Queen of the South | 57+4       | 59+-7      |                 | 6               | -7              |                    | -                  | -                  |             | 1           | -4          | 68     | -77    |
| 2015-2016                 | St. Johnstone             | SP                        | 6          | -3         | SC+CdL          | 0               | 0               | UEL                | 0                  | 0                  | -           | -           | -           | 6      | -3     |
| 2016-2017                 | St. Johnstone             | SP                        | 26         | -32        | SC+CdL          | 2+3             | -1+-3           | -                  | -                  | -                  | -           | -           | -           | 31     | -36    |
| 2017-2018                 | St. Johnstone             | SP                        | 16         | -23        | SC+CdL          | 0               | 0               | UEL                | 2                  | -3                 | -           | -           | -           | 18     | -26    |
| 2018-2019                 | St. Johnstone             | SP                        | 34         | -41        | SC+CdL          | 2+6             | -5+-4           | -                  | -                  | -                  | -           | -           | -           | 42     | -50    |
| 2019-2020                 | St. Johnstone             | SP                        | 29         | -46        | SC+CdL          | 3+2             | -2+-2           | -                  | -                  | -                  | -           | -           | -           | 34     | -50    |
| 2020-2021                 | St. Johnstone             | SP                        | 27         | -33        | SC+CdL          | 4+7             | -2+-3           | -                  | -                  | -                  | -           | -           | -           | 38     | -38    |
| 2021-2022                 | St. Johnstone             | SP                        | 32+2       | -36+-2     | SC+CdL          | 1+3             | -1+-1           | UEL+UECL           | 2+2                | -5+-3              | -           | -           | -           | 42     | -48    |
| Totale St. Johnstone      | Totale St. Johnstone      | Totale St. Johnstone      | 170+2      | -214+-2    |                 | 33              | -24             |                    | 6                  | -11                |             | -           | -           | 211    | -251   |
| 2022-2023                 | Hearts                    | SP                        | 21         | -27        | SC+CdL          | 3+0             | -3+0            | UECL               | 0                  | 0                  | -           | -           | -           | 24     | -30    |
| 2023-2024                 | Hearts                    | SP                        | 35         | -38        | SC+CdL          | 0+3             | 0+-4            | UECL               | 4                  | -9                 | -           | -           | -           | 42     | -51    |
| Totale Hearts             | Totale Hearts             | Totale Hearts             | 56         | -65        |                 | 6               | -7              |                    | 4                  | -9                 |             | -           | -           | 66     | -81    |
| Totale carriera           | Totale carriera           | Totale carriera           | 315+8      | -382+-11   |                 | 49              | -43             |                    | 10                 | -20                |             | 3           | -7          | 387    | -463   |

### Cronologia presenze e reti in nazionale
| Cronologia completa delle presenze e delle reti in nazionale ― Scozia | Cronologia completa delle presenze e delle reti in nazionale ― Scozia | Cronologia completa delle presenze e delle reti in nazionale ― Scozia | Cronologia completa delle presenze e delle reti in nazionale ― Scozia | Cronologia completa delle presenze e delle reti in nazionale ― Scozia | Cronologia completa delle presenze e delle reti in nazionale ― Scozia | Cronologia completa delle presenze e delle reti in nazionale ― Scozia | Cronologia completa delle presenze e delle reti in nazionale ― Scozia |
| Data                                                                  | Città                                                                 | In casa                                                               | Risultato                                                             | Ospiti                                                                | Competizione                                                          | Reti                                                                  | Note                                                                  |
| --------------------------------------------------------------------- | --------------------------------------------------------------------- | --------------------------------------------------------------------- | --------------------------------------------------------------------- | --------------------------------------------------------------------- | --------------------------------------------------------------------- | --------------------------------------------------------------------- | --------------------------------------------------------------------- |
| 17-10-2023                                                            | Villeneuve d'Ascq                                                     | Francia                                                               | 4 – 1                                                                 | Scozia                                                                | Amichevole                                                            | -1                                                                    | 46’                                                                   |
| 16-11-2023                                                            | Tbilisi                                                               | Georgia                                                               | 2 – 2                                                                 | Scozia                                                                | Qual. Euro 2024                                                       | -2                                                                    |                                                                       |
| 19-11-2023                                                            | Glasgow                                                               | Scozia                                                                | 3 – 3                                                                 | Norvegia                                                              | Qual. Euro 2024                                                       | -3                                                                    |                                                                       |
| 3-6-2024                                                              | Faro                                                                  | Gibilterra                                                            | 0 – 2                                                                 | Scozia                                                                | Amichevole                                                            | -                                                                     |                                                                       |
| Totale                                                                |                                                                       | Presenze                                                              | 4                                                                     |                                                                       | Reti                                                                  | -6                                                                    |                                                                       |

## Palmarès

### Club

#### Competizioni nazionali
- Coppa di Lega scozzese: 1

St. Johnstone: 2020-2021
- Coppa di Scozia: 1

St. Johnstone: 2020-2021